# Ömer Ateş
Ömer Ateş (* 14. August 1981 in Istanbul) ist ein türkischer ehemaliger Fußballspieler. 

## Karriere

### Verein
Ömer Ateş spielte in der Jugendakademie von Galatasaray Istanbul und unterschrieb im Sommer 2001 einen Vertrag für die erste Mannschaft. Jedoch wurde er unmittelbar danach an Antalyaspor verliehen, um Spielpraxis zu erhalten. Doch auch in Antalya kam er nicht zu Einsätzen und so wechselte er zu Elazığspor und später zu Manisaspor. Erst bei Kayseri Erciyesspor blieb Ateş langfristig bei einem Klub. In den vier Jahren absolvierte er für die Blau-Schwarzen insgesamt 67 Ligaspiele. 
Zur Saison 2007/08 ging er zu Samsunspor und spielte danach für Boluspor, Çaykur Rizespor, Kardemir Karabükspor und Göztepe Izmir jeweils nur eine Spielzeit. Für die Saison 2012/13 einigte er sich Denizlispor und spielte hier bis zum 12. Spieltag. Anschließend löste er in gegenseitigem Einvernehmen mit der Vereinsführung seinen Vertrag auf und verließ den Verein.
Zur Rückrunde der Spielzeit 2012/13 heuerte er beim Zweitligisten Şanlıurfaspor an. Ohne eine Pflichtspielpartie für diesen Klub absolviert zu haben, wechselte er zur nächsten Saison erneut und heuerte dieses Mal beim Zweitligisten Turgutluspor an. Im Frühjahr verließ er Turgutluspor Richtung Ligarivale Istanbul Güngörenspor. Bei seiner letzten Station, Sultanbeyli Belediyespor, spielte er bis Anfang Juli 2015.

### Nationalmannschaft
Ömer Ateş galt als großes Talent, das zeigen seine vielen Einsätze von der U-15 bis U-20 der türkischen Auswahl.

## Erfolge
Elazığspor
- Aufstieg in die Süper Lig (Saison 2001/02)

Kayseri Erciyesspor
- Aufstieg in die Süper Lig (Saison 2005/06)

Kardemir Karabükspor
- Aufstieg in die Süper Lig (Saison 2009/10)